# George Lloyd, 1. Baron Lloyd

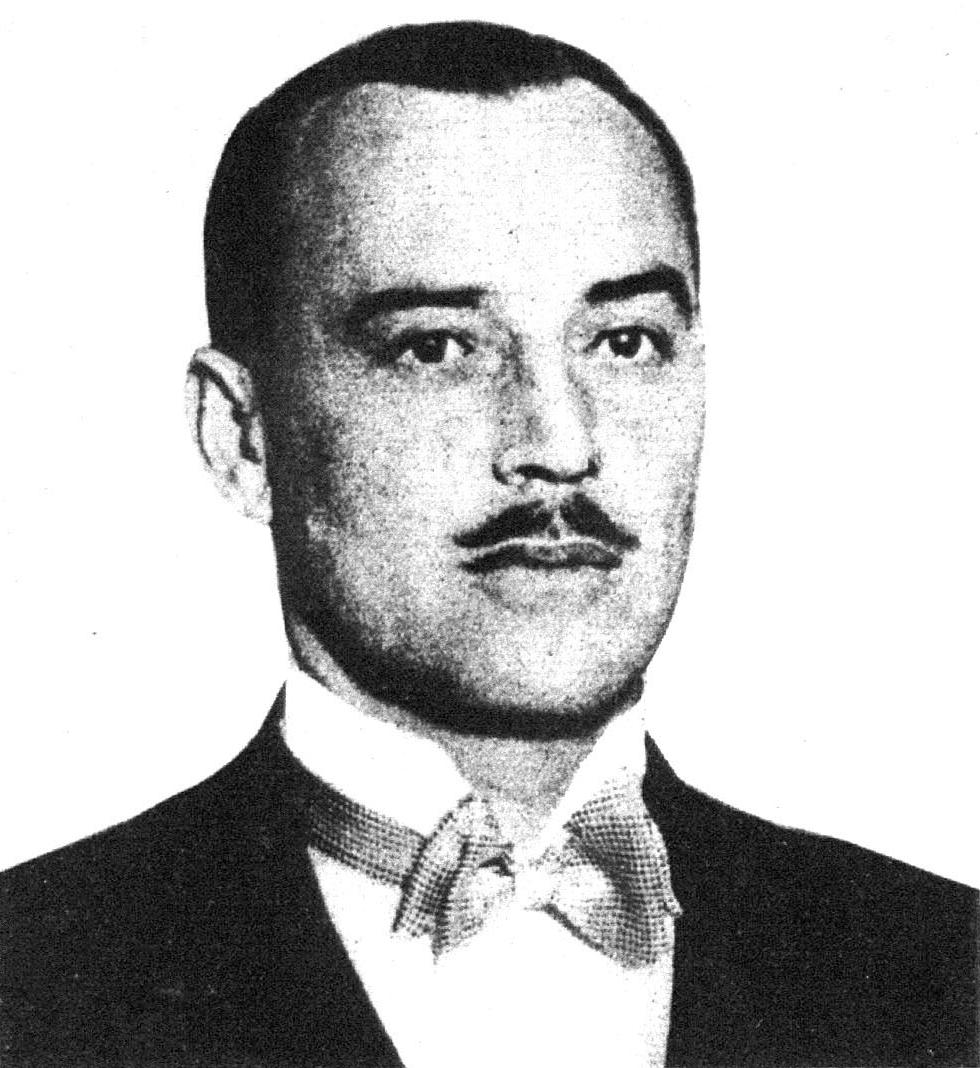
Lord Lloyd, um 1936

George Ambrose Lloyd, 1. Baron Lloyd, GCSI, KCIE, PC (* 19. September 1879; † 4. Februar 1941) war ein britischer Politiker.

## Leben und Wirken
George Lloyd besuchte die englische Eliteschule Eton College, bevor er bis 1901 am Trinity College der Universität Cambridge studierte. Sowohl 1899 als auch 1900 nahm er am Boat Race teil. 1901 stieg er in den Familienbetrieb Stewart and Lloyds Limited in Birmingham ein, der sich auf die Herstellung von Stahlröhren spezialisiert hatte. Während des sogenannten „Eduardianischen Jahrzehntes“ tat Lloyd sich als Anhänger der von Joseph Chamberlain angeführten tarifreformerischen Bewegung hervor. Während dieser Zeit war er auch als Honorarkonsul des Vereinigten Königreiches im Osmanischen Reich tätig, wo er die Jungtürkische Revolution miterlebte.
Im Januar 1910 wurde Lloyd als konservativer Kandidat für den Wahlkreis West Staffordshire als Abgeordneter ins Unterhaus gewählt. 1911 heiratete er Blanche Lascelles. Während des Ersten Weltkrieges war Lloyd als Offizier im Stab von Sir Ian Hamilton tätig. In dieser Eigenschaft erlebte er unter anderem die Landung auf Gallipoli 1915 mit, bevor er kurzzeitig in Kairo tätig wurde. Danach arbeitete Lloyd mit T. E. Lawrence zusammen, dem er bei der Koordinierung der Arabischen Revolte gegen die Osmanen half. Er erreichte den Rang eines Captain. Für seine Verdienste im Krieg wurde er als Companion des Distinguished Service Order, Companion des Order of the Indian Empire, sowie mit dem Russischen Orden der Heiligen Anna dritter Klasse und dem al-Nahda-Orden zweiter Klasse des Königreichs Hedschas ausgezeichnet.
Gemeinsam mit Edward Wood verfasste Lloyd das Buch The Great Opportunity, das als Manifest einer rein-konservativen Alternative zu dem Programm der von dem Liberalen David Lloyd George geführten Koalitionsregierung aus Konservativen und Liberalen gedacht war.
Im Dezember 1918 wurde Lloyd zum Gouverneur von Bombay ernannt, wo er sich vor allem durch weitreichende Baumaßnahmen hervortat. Nach dem Ende seiner Amtszeit als Gouverneur 1923 wurde er zum Privy Counsellor, zum Mitglied des englischen Kronrates ernannt. In den 1920er Jahren fungierte Lloyd als britischer Hoher Kommissar in Ägypten, bevor Außenminister Arthur Henderson seinen Rücktritt erzwang.
1924 kehrte Lloyd als Abgeordneter für den Wahlkreis Eastbourne ins Parlament zurück. 1925 wurde er mit dem Titel Baron Lloyd, of Dolobran in the County of Montgomery, zum erblichen Peer erhoben. Mit dem Titel war ein erblicher Sitz im House of Lords verbunden. Seinen Sitz im House of Commons musste er hierfür aufgeben. In den 1930er Jahren trat Lloyd neben seinen Parteikollegen Leopold Amery und Winston Churchill als einer der Hauptkritiker der Gewährung einer Home Rule für Indien auf. In der 1940 gebildeten Kriegsregierung unter Winston Churchill fungierte Lloyd als Kolonialminister (Secretary of State for the Colonies; ab Mai 1940) und als Führer des Oberhauses (Dezember 1940).
Nach seinem Tod wurde Lloyd auf dem St.-Ippolyt’s-Friedhof bei Cloud’s Hill begraben. Seinen Adelstitel erbte sein einziger Sohn, Alexander Lloyd, 2. Baron Lloyd.